# Élections législatives antiguaises de 1999
Les élections législatives antiguaises de 1999 ont lieu le 9 mars 1999 afin de renouveler les 17 membres de la Chambre des représentants d'Antigua-et-Barbuda. 
Les élections sont remportées par le Parti travailliste d'Antigua (ALP), permettant à Lester Bird de conserver son poste de Premier ministre d'Antigua-et-Barbuda. Le taux de participation s'élève de 63,6 %.
Les résultats sont extrêmement serrées, le Parti progressiste unifié (UPP) perdant son cinquième siège par seulement 554 voix. Le contrôle de la quasi-totalité des journaux ainsi que des stations de télévision et de radio par le gouvernement de l'ALP, empêche le déroulement d'élections libres et équitables. Le chef de l'opposition Baldwin Spencer critique le déroulement et l'équité du scrutin, il entame ainsi une grève de la faim pour protester contre les failles du système. Le gouvernement réagi en créant la Commission électorale indépendante d'Antigua-et-Barbuda en 2001.

## Résultats
|                          |                                      |        |       |      |        |               |
| Parti                    | Parti                                | Voix   | %     | +/-  | Sièges | +/-           |
|                          | Parti travailliste d'Antigua (ALP)   | 17 521 | 52,94 | 1,5  | 12     | 1             |
|                          | Parti progressiste unifié (UPP)      | 14 713 | 44,45 | 0,74 | 4      | 1             |
|                          | Mouvement populaire de Barbuda (BPM) | 418    | 1,26  | 0,09 | 1      | en stagnation |
|                          | Parti de la liberté d'Antigua (AFP)  | 57     | 0,17  | Nv   | 0      | Nv            |
|                          | Mouvement national de réforme (NRM)  | 33     | 0,10  | Nv   | 0      | Nv            |
|                          | Indépendant                          | 355    | 1,07  | 0,62 | 0      | en stagnation |
|                          |                                      |        |       |      |        |               |
| Votes valides            | Votes valides                        | 33 097 | 99,33 |      |        |               |
| Votes blancs et nuls     | Votes blancs et nuls                 | 223    | 0,67  |      |        |               |
| Total                    | Total                                | 33 320 | 100   | –    | 17     | en stagnation |
| Abstentions              | Abstentions                          | 19 065 | 36,39 |      |        |               |
| Inscrits / participation | Inscrits / participation             | 52 385 | 63,61 |      |        |               |